# パウル・ベーンケ
パウル・ベンケ（1869年8月13日 - 1937年1月4日）は、ドイツの海軍軍人。リューベックで生まれ、ベルリンで亡くなった。彼は第一次世界大戦中のドイツ海軍提督であり、ユトランド沖海戦でドイツ海軍第3戦艦隊を指揮したことで最も有名である。[要出典]

## 軍歴
14歳で海軍に入隊し、士官として極東で砲艦を指揮した。キールの海軍兵学校で学んだ後、参謀に配属された。無防備巡洋艦 SMS ファルケの艦長として中国海域に戻り、大佐に昇進して戦艦SMS ヴェッティンに任命され、その後弩級戦艦 SMS ヴェストファーレンに配属された。[要出典]第一次世界大戦勃発の直前、ベンケは少将に昇進し、再び参謀本部に配属された。戦争中、彼はアルフレート・フォン・ティルピッツ提督の潜水艦戦理論に反対し、ドイツ海軍の最新鋭戦艦9隻のうち8隻（ケーニヒ級とカイザー級）で構成される第3戦艦隊の指揮官に任命された。旗艦SMS ケーニヒに乗ってこれらの艦を率いたベンケは、ユトランド沖海戦に参加し、砲弾の破片で重傷を負い、戦闘の第3段階では艦隊全体の指揮を執ることになった。[要出典]
1917年のムーンサウンド海戦で、彼はロシア艦隊の一部の撤退を阻止し、スラヴァを沈めた。その時点で彼は中将の階級に就いており、翌年、エドゥアルト・フォン・カペレ提督の辞任後、帝国海軍省の国務長官に昇進したが、その職を1か月だけ務めた後解任された。[要出典]
ベンケは戦後、アドルフ・フォン・トロタ提督の後任として職に復帰し、1924年に海軍を退役した。退役後、ベンケはドイツ日本協会の会長を務めた。